# Constantin von Brandenstein-Zeppelin

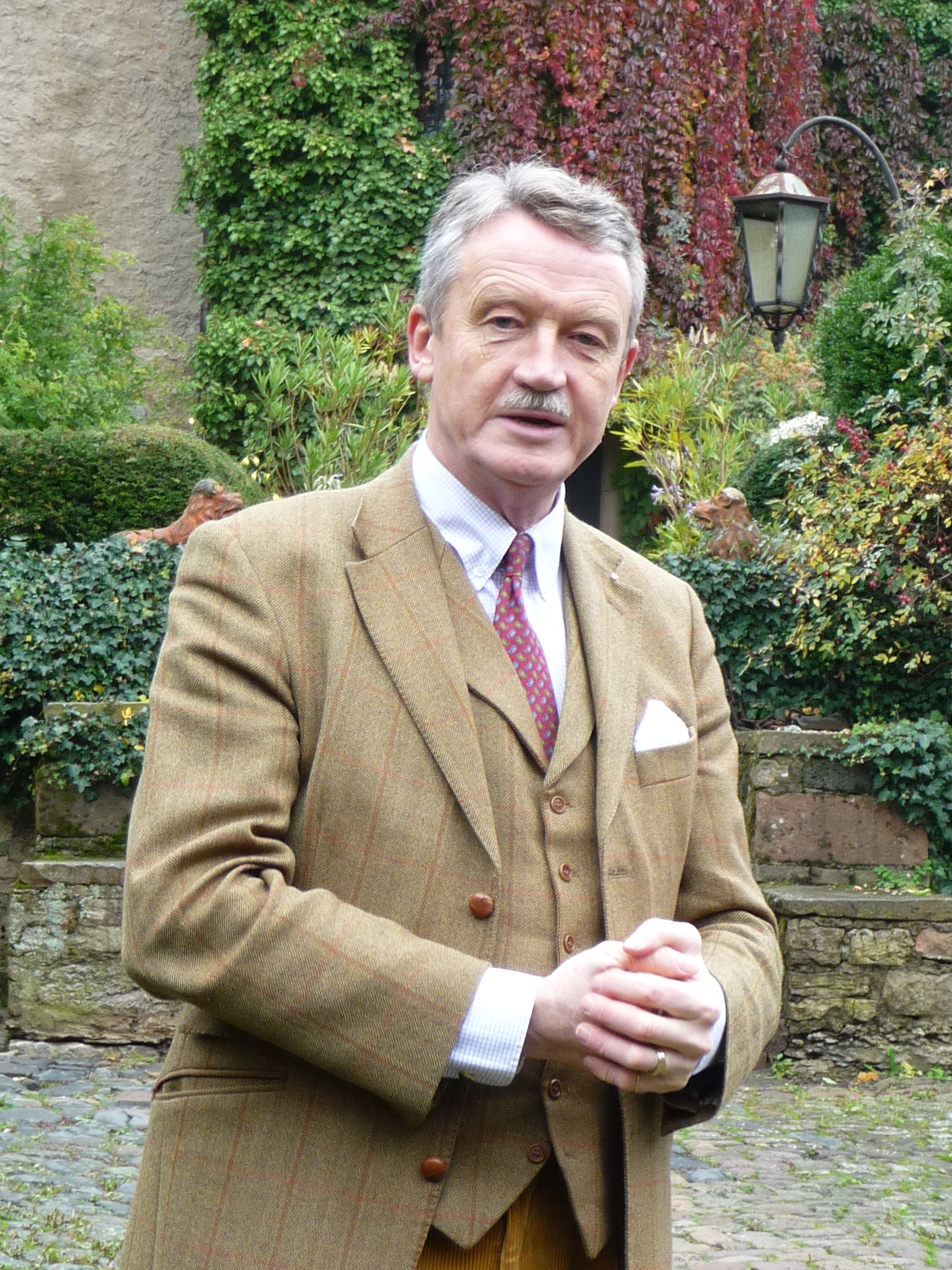
Photographie du comte von Brandenstein-Zeppelin.

Constantin von Brandenstein-Zeppelin (né le 22 juin 1953 à Biberach an der Riß) est un consultant d'entreprises et historien allemand, grand-croix d'honneur et de dévotion de l'Ordre souverain de Malte, président de la Siebold-Gesellschaft de Wurtzbourg et jusqu'au 16 juin président d'honneur du Malteser Hilfsdienst (service d'aide de l'Ordre de Malte).

## Famille
Constantin von Brandenstein-Zeppelin est le fils du comte Alexander Brandenstein-Zeppelin (1915-1979) et de son épouse, née Ursula von Freyberg-Eisenberg-Allmendingen (1917-1985). Quatre enfants sont issus de ce mariage. Il est l'arrière-petit-fils du fameux constructeur d'aéronefs dirigeables, le comte Ferdinand von Zeppelin, et l'arrière-petit-fils du naturaliste Philipp Franz von Siebold, spécialiste du Japon.

## Biographie
Constantin von Brandenstein-Zeppelin est élevé dans la religion catholique. Il étudie le droit et l'administration des affaires à l'université de Vienne et à l'université de Munich, où il est actif aussi aux cercle des étudiants chrétiens-démocrates (Ring Christlich-Demokratischer Studenten). Après son diplôme, il devient en 1990 à Francfort-sur-le-Main consultant d'entreprises. En 1990, il dirige le service d'aide de l'Ordre de Malte pour le diocèse de Fulda. De 1992, jusqu'au 16 juin 2018, il est président du service d'aide de l'Ordre de Malte. En mars 2018, il renonce à son poste de président. Il est propriétaire du château de Brandenstein à Schlüchtern-Elm en Hesse, où il demeure depuis 1983. Le comte von Brandenstein-Zeppelin est marié depuis 1978 à la princesse Ameli zu Löwenstein-Wertheim-Freudenberg (née en 1953).

## Décorations
- Le 4 octobre 2005, il reçoit du président Horst Köhler la croix du Mérite de première classe de l'Ordre du Mérite de la République fédérale d'Allemagne.
- Le 5 novembre 2009, il reçoit du secrétaire d'État de l'Intérieur, August Hanning, l'insigne d'honneur (d'or) de l'agence fédérale du secours technique[3]
- Il reçoit la médaille Sturmius en récompense de ses longs engagements pour l'Église (2017)[4].